# Jacqueline Briskin
Jacqueline Briskin, född 18 december 1927 i London, död 24 december 2014 i Santa Monica, var en amerikansk författare. Hon var känd inom en bred läsarkrets för sina historiska kärleksromaner. Ofta fanns stora historiska skeenden med i hennes böcker, som ockupationen av Paris, nazismens epok och ryska revolutionen.